# Kelly Monaco
Kelly Marie Monaco (Filadelfia, 23 maggio 1976) è un'attrice e modella statunitense.
Nota soprattutto per il ruolo di Livvie Locke e di Tess Ramsey in Port Charles e di Sam McCall in General Hospital.
È stata Playmate del mese per Playboy nell'aprile 1997.

## Carriera
Dopo aver preso parte alla serie televisiva Baywatch dal 1997 al 1998, nel 2000 entra a far parte del cast principale della soap opera Port Charles nel ruolo di Livvie Locke restando fino al 2003. Brevemente nella stessa soap opera interpreta Tess Ramsey. Nel 2003 entra nel cast principale della soap opera General Hospital nel ruolo di Sam McCall lasciando la soap nel 2024 dopo 21 anni di presenza.

## Vita privata
Figlia di Albert "Al" Monaco e Carmina Monaco, ha quattro fratelli Carmina Monaco, Marissa Monaco, Christine Monaco e Amber Monaco. Monaco mentre era al terzo anno di liceo incontra Mike Gonzalez iniziando una relazione con lui. Restano insieme per 18 anni e poi si lasciano nel 2009.

## Filmografia parziale

### Cinema
- Baseketball, regia di David Zucker (1998)
- Welcome to Hollywood, regia di Adam Rifkin (1998)
- Giovani diavoli (Idle Hands), regia di Rodman Flender (1999)
- Mumford, regia di Lawrence Kasdan (1999)

### Televisione
- Baywatch (1997-1998)
- Port Charles (2000-2003)
- Spin City (2001)
- General Hospital (2003-2024)
- Dancing with the Stars (2005; 2012)
- Baby Daddy (2015)